# ガイウス・カルウィシウス・サビヌス (紀元前39年の執政官)
ガイウス・カルウィシウス・サビヌス（ラテン語: Gaius Calvisius Sabinus、生没年不明）は紀元前1世紀中期の共和政ローマの政治家・軍人。紀元前39年に執政官（コンスル）を務めた。

## 出自
サビヌスは無名のプレブス（平民）であるカルウィシウス氏族の出身である。元老院階級にも属しておらず、父に関してはプラエノーメン（第一名、個人名）がガイウスであること以外は不明である。

## 経歴
サビヌスに関する最初の記録は、カエサルとポンペイウスの内戦の際のものである。紀元前48年、エピロスにいたカエサルは、この地域の支配権を確立し、本隊への物資供給を手配するために、サビヌスを5個コホルス（大隊）と騎兵の小部隊を率いさせてアエトリアに派遣した。サビヌスはポンペイウス派の駐屯軍をナウパクトゥスとカリュドンから撤退させることに成功した。アッピアノスは。サビヌスがシリアからポンペイウス救援に向かったクィントゥス・カエキリウス・メテッルス・ピウス・スキピオ・ナシカに敗北したとするが、カエサルの『内乱記』ではスキピオと戦ったのはグナエウス・ドミティウス・カルウィヌスとなっており、アッピアノスはカルウィヌスとカルウィシウスを混同したのであろう。
その後（おそらく紀元前46年）、サビヌスはプラエトル（法務官）に就任した。紀元前45年にはアフリカ属州総督を務め、翌年春にローマに戻った。ダマスカスのニコラウスによれば、紀元前44年3月15日にカエサルが暗殺されたとき、彼を暗殺者達の短剣から守ろうとしたのはサビヌスとルキウス・マルキウス・ケンソリヌスだけであった。後にその報酬として、両者ともに執政官となっている。
その時点でアフリカ属州はサビヌスのレガトゥス（副官）二人が統治していたが、元老院は直ちにクィントゥス・コルニフィキウスをプロコンスル（執政官代理）権限で総督に任命した。マルクス・アントニウスはこれに反対し、サビヌスに総督職を続けさせようとしたが、失敗に終わった。キケロは書簡の中でコルニフィキウスから元老院にあてたメッセージに言及しているが、サビヌスとティトゥス・スタティルス・タウルス を除いた元老院議員の支持を得たと書いている。反対した二人は「ミノタウロス」とあざけられた。
その後の数年間、サビヌスは第二回三頭政治の有力支持者であった。紀元前39年にはサビヌスはケンソリヌスと共に正規執政官に就任する。同僚の正規執政官はルキウス・マルキウス・ケンソリヌスであった。カッシウス・ディオによれば、第二回三頭政治側の軍備を整えるために、両執政官は新しい税を導入した。また、ローマの同盟国だけでなく、退役軍人や解放奴隷の子供までも元老院議員に加えた。またディオは、この年から民会は執政官を2人ではなく、それ以上選出するようになったと書いている。このため、これ以降執政官が1年の任期を満了することはなくなった。サビヌスも任期満了前に離職し、ガイウス・コッケイウス・バルブスとプブリウス・アルフェヌス・ウァルスが補充執政官となった。紀元前38年、オクタウィアヌスはサビヌスを前執政官に任命し、抵抗を続けるセクストゥス・ポンペイウスと戦う一軍の指揮を委ねた。キムス沖の海戦で、サビヌスはセクストゥス配下のメネクラテスと戦うが、大きな損害を受けた。その後サビヌスは主力艦隊に合流するために移動した。オクタウィアヌスの主力艦隊はメッサナ沖でセクストゥスの艦隊と戦っていたが、サビヌスの到着により、セクストゥスは撤退した。翌年、サビヌスの部下の一人が7隻の軍船を引き連れてセクストゥス側に寝返った。このためにオクタウィアヌスはサビヌスから指揮権を剥奪し、彼の代わりにマルクス・ウィプサニウス・アグリッパを任命した。
セクストゥスとの戦争に勝利した後、サビヌスはイタリアに秩序を再構築する任務を課せられ、これに成功した（紀元前36年-紀元前35年）。オクタウィアヌスとアントニウスの最後の内戦に先立ち、サビヌスは積極的にアントニウスを中傷する噂を流したが、同時代の人間によると、そのほとんどがサビヌスの創作であった。
紀元前31年から、サビヌスはヒスパニア総督を務めた。紀元前28年にローマに戻り、凱旋式を実施した。その後のサビヌスに関する記録はない。

## 子孫
同名の息子は紀元前4年に執政官を務めている。

## 参考資料

### 古代の資料
- アッピアノス『ローマ史』
- カッシウス・ディオ『ローマ史』
- プルタルコス『対比列伝』
- マルクス・トゥッリウス・キケロ『友人宛書簡集』
- ガイウス・ユリウス・カエサル『内乱記』

### 研究書
- Broughton R. Magistrates of the Roman Republic. - New York, 1952. - Vol. II. - P. 558.
- Münzer F. Calvisius 13 // Paulys Realencyclopädie der classischen Altertumswissenschaft . - 1897. - Bd. III, 1. - Kol. 1411-1412.
- Münzer F. Calvisius 14 // Paulys Realencyclopädie der classischen Altertumswissenschaft . - 1897. - Bd. III, 1. - Kol. 1412.
- Münzer F. Marcius 48 // Paulys Realencyclopädie der classischen Altertumswissenschaft . - 1930. - Bd. IV. - Kol. 1554-1555.
- Syme R. The Augustan Aristocracy. - Oxford, 1989 .-- 504 p.